# 自殺殺手
《自殺殺手》（英語：Suicide Killers），是一部在2006年上映的紀錄片，講述恐怖份子執行自殺式襲擊的心態。

## 內容
《自殺殺手》片中有大量訪問片段，受訪者包括專家、恐怖襲擊倖存者、行動失敗而被囚的襲擊者，以及成功進行襲擊者的家屬。片中，有一名婦人的兒子因進行自殺式襲擊而喪生，婦人感到自豪，還為兒子死去而感謝阿拉；在受訪的事敗襲擊者中，只有一人為自己的所作所為感到後悔，其餘的襲擊者都嘗試說服製作人員認同他們。
此電影研究自殺式襲擊者在性方面的動機，探討他們「執行自殺式襲擊，就可以在天堂享有72個處女」的想法。導演莱霍夫採訪了企圖引爆炸彈、殺害以色列人的巴勒斯坦人，並認為他們之所以要發動襲擊，是因為伊斯蘭文化對性慾的壓抑；他後來接受訪問，指出伊斯蘭教要求絕對的性別隔離，年青男子無法滿足性慾，又相信「72個處女」的理論，便通過自殺式襲擊來解決問題。片中，一名企圖發動襲擊的女子表示希望成為72個處女中最漂亮的一個。
除此之外，電影也講述了激進伊斯蘭教中的殉道。莱霍夫在電影上映後表示，《自殺殺手》展露了「伊斯蘭教的真面目」，把攻擊目標對準「仇恨的文化」；他認為，未受過教育的穆斯林遭到洗腦，因而以為要以真主的名義自殺和殺人。

## 製作
執導《自殺殺手》的莱霍夫起初想拍攝一部關於創傷後壓力心理障礙症的電影，並為此訪問了一些自殺式襲擊倖存者；這些倖存者一次又一次地描述發動襲擊的兇徒，而且全部都說襲擊者在襲擊前一刻是微笑的，這令莱霍夫對自殺式襲擊者產生興趣。而且，莱霍夫意識到市面上已有關於恐怖襲擊改變倖存者人生的電影，便決定改為製作探討襲擊者的紀錄片。
萊霍夫是一名法國猶太人，卻需要採訪因襲擊失敗而被囚的巴勒斯坦人；但是，萊霍夫在這些巴勒斯坦襲擊者眼中是法國人，對他們而言是朋友，而非襲擊者憎恨的猶太人。除了翻譯人員是一名阿拉伯裔以色列人外，《自殺殺手》包括拍攝人員以內的全體製作團隊均是以色列人，但這並不影響電影的製作。

## 反響
截至2015年12月，《自殺殺手》在影評網站爛番茄上得到50%的新鮮度評分（滿分為100%），被標示為「腐爛」，觀眾評分則為49%（滿分為100%，共有1,015名用戶參與評分）；在互联网电影数据库，此電影則獲得6.6分（滿分為10分）。
伊麗莎白·韋茨曼在《紐約時報》讚揚了這部電影，認為萊霍夫能夠迴避政治，以檔案式的鏡頭重點介紹自殺式襲擊的性心理特質；韋茨曼又形容，《自殺殺手》以不尋常和引人注目的方式來探討年輕人發動自殺式襲擊的內在原因。
內森·李在《紐約時報》的影評對此電影予以負面評價，形容電影雜亂無章。影評人大衛·科尼利厄斯認為，電影有不俗的鏡頭，但整體而言很糟糕，內容雜亂，在不同意念間穿插，沒有聚焦於一點；除了內容安排上的問題外，他亦批評《自殺殺手》是一邊倒的，暗示所有穆斯林都是極端主義者，企圖令觀眾相信每一個穆斯林也暴力，而且沒有展示任何能夠反駁這個立場的畫面，例如穆斯林的反恐情緒。
巴勒斯坦人權活動家艾德·巴塞姆讚揚《自殺殺手》探討自殺式襲擊者的動機。此電影曾在加州大學洛杉磯分校上映，有學生對電影持正面評價，但有穆斯林學生不滿電影未有講述巴勒斯坦人的苦難和鬥爭。

## 腳註

### 評分資訊
1. ↑  爛番茄上《自殺殺手》的資料（英文）
2. ↑  互联网电影数据库（IMDb）上《自殺殺手》的资料（英文）

### 書籍
- Kerby Anderson. . Harvest House Publishers. 2007. ISBN 9780736934824.

### 新聞報導
- Jonathan Curiel. . SFGate. 2006-10-22  [2015-12-20]. （原始内容存档于2015-12-20）.
- GREG MYRE. . The New York Times. 2003-04-15  [2015-12-20]. （原始内容存档于2013-01-30）.
- BEN THALER. . Daily Bruin. 2006-11-14  [2015-12-20]. （原始内容存档于2015-12-20）.

### 影評
- NATHAN LEE. . The New York Times. 2006-08-25  [2015-12-20]. （原始内容存档于2015-12-20）.
- STANLEY KURTZ. . National Review. 2006-10-31  [2015-12-20]. （原始内容存档于2015-12-20）.
- David Cornelius. . eFilmCritic.com. 2007-04-19  [2015-12-20]. （原始内容存档于2015-12-20）.
- Elizabeth Weitzman. . NY Daily News. 2006-08-25  [2015-12-20]. （原始内容存档于2006-08-29）.

### 網頁
- Pierre Rehov. . Pierre Rehov's Middle East Documentaries. 2005  [2015-12-20]. （原始内容存档于2015-12-20）.

## 外部連結
- 互联网电影数据库（IMDb）上《自殺殺手》的资料（英文）
- 爛番茄上《自殺殺手》的資料（英文）
- YouTube上的Suicide Killers Movie Trailer